# Erica pulvinata
Erica pulvinata är en ljungväxtart som beskrevs av Guthrie och Bolus. Erica pulvinata ingår i släktet klockljungssläktet, och familjen ljungväxter. Inga underarter finns listade i Catalogue of Life.